# Apogon bryx
Apogon bryx är en fiskart som beskrevs av Fraser, 1998. Apogon bryx ingår i släktet Apogon och familjen Apogonidae. Inga underarter finns listade i Catalogue of Life.